# Titularbistum Tagase
Tagase ist ein Titularbistum der römisch-katholischen Kirche.
Es geht zurück auf ein früheres Bistum in der spätantiken römischen Provinz Byzacena in der Sahelregion des heutigen Tunesien.
| Titularbischöfe von Tagase |                                                 |                                  |                   |                  |
| Nr.                        | Name                                            | Amt                              | von               | bis              |
| 1                          | Giovanni Ceirano Titularerzbischof pro hac vice | Apostolischer Nuntius            | 21. Dezember 1989 | 30. Januar 2006  |
| 2                          | Lionel Gendron PSS                              | Weihbischof in Montréal (Kanada) | 11. Februar 2006  | 28. Oktober 2010 |
| 3                          | José Arturo Cepeda Escobedo                     | Weihbischof in Detroit (USA)     | 18. April 2011    |                  |